# Cappella di San Lorenzo (Brendlorenzen)
La cappella di San Lorenzo è un luogo di culto cattolico a Brendlorenzen, sobborgo di Bad Neustadt an der Saale nel distretto della Bassa Franconia in Baviera, Germania.

## Storia

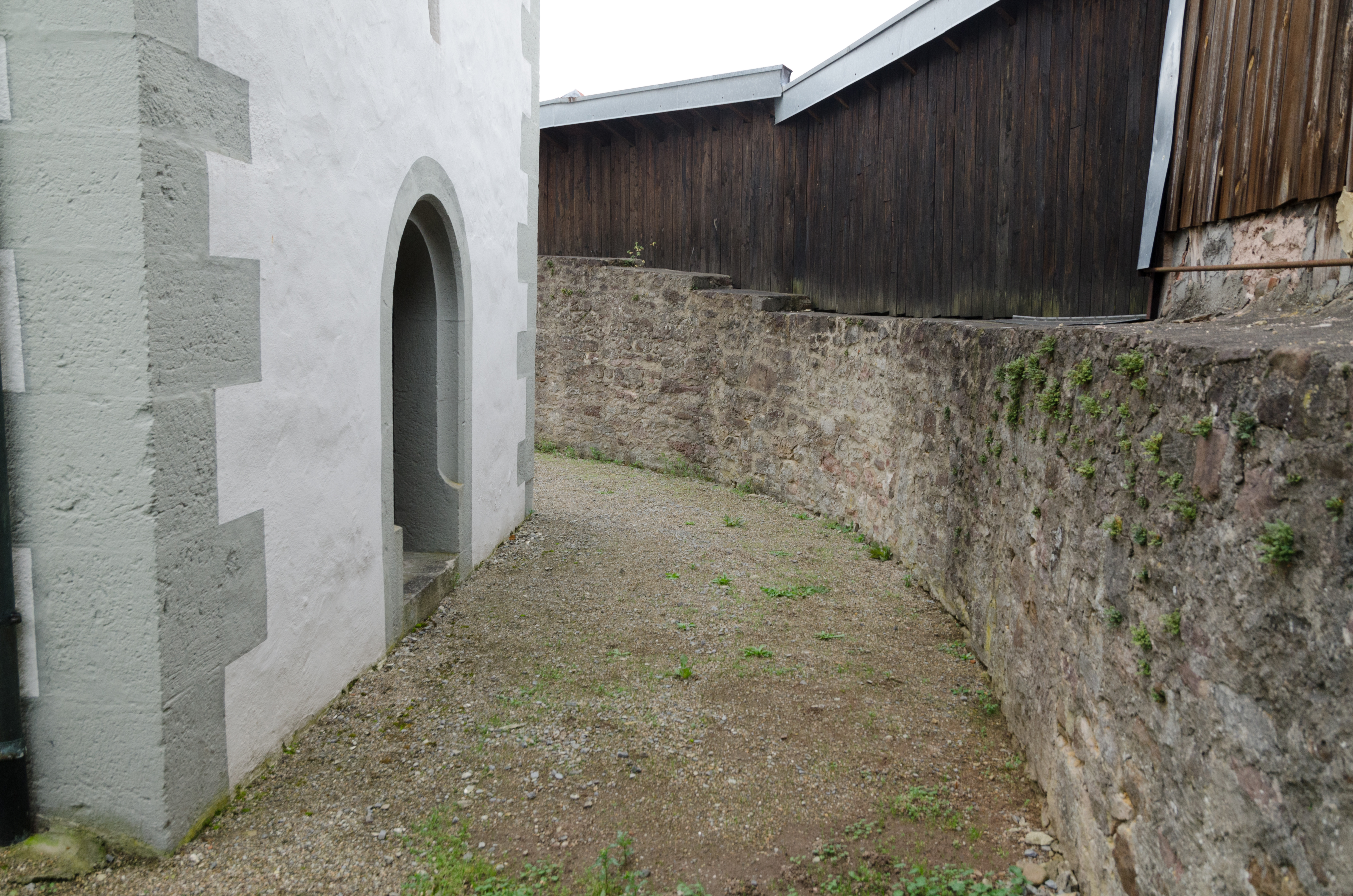
Facciata e portale della chiesa.

La Cappella cattolica romana di San Lorenzo è la cappella del quartiere Lorenzen di Brendlorenzen e venne costruita nella prima metà del XIII secolo.

## Descrizione
La cappella si trova nel quartiere Lorenzen di Brendlorenzen ed è iscritta nell'elenco dei monumenti bavaresi con il numero D-6-73-114-162. 
La torre campanaria ha un aspetto massiccio e si trova ad est.
La navata interna è unica.

## Parrocchia
La cappella appartiene alla parrocchia di San Martino di Brendlorenzen.